# La Uva
La Uva es un caserío peruano ubicado en el distrito de Sullana, perteneciente a la provincia de Sullana del departamento de Piura, al norte del Perú. 

## Ubicación
La Uva se ubica al oeste de la provincia de Sullana, en el distrito homónimo, en el departamento de Piura. Se ubica cerca al margen derecha del río Chipillico. 

## Demografía
En 2017 La Uva tenía una población de 61 habitantes.